# 石井武比古
石井 武比古（いしい たけひこ、1934年10月26日 - 2021年3月12日）は、日本の物理学者である。専攻は放射光学。東京大学名誉教授。日本物理学会会長、日本放射光学会会長を務めた。

## 経歴
学歴および職歴は以下の通り
- 1957年 - 東北大学理学部物理学科卒業
- 1962年 - 同大学院理学研究科物理学専攻博士課程修了（理学博士）
- 1962年 - 東北大学理学部物理学科助手
- 1968年 - 東北大学理学部助教授
- 1979年 - 筑波大学教授
- 1983年 - 東京大学物性研究所教授
- 1995年 - 退官、東京大学名誉教授
- 1995年 - 日本人事試験研究センター特別参与
- 1996年 - タイ国立放射光科学研究センター総轄学術研究専門官
- 1997年 - スラナリー工科大学（英語版）教授（2005年まで）

## サイアム・フォトン計画
タイ王国での放射光施設の建設、運用計画に寄与した。
1996年から2005年まで、「サイアム・フォトン計画」を遂行し、タイ国立放射光科学研究センターの設立に尽力した。

## 受賞
受賞歴は以下の通り
- 1967年 愛知敬一記念賞
- 2003年 タイ国立放射光科学研究所功労賞
- 2005年 タイ王国勳4等ディレクナボーン勲章
- 2021年 瑞宝中綬章、従四位[2]

## 著書
- 電子の分光（共立出版、共著、1978年）
- 光物性学原論　(丸善出版、石井武比古・安居院あかね、2020年)　ISBN 4621304313